# 白くまくん
白くまくん（しろくまくん）は、日立グローバルライフソリューションズ（旧日立アプライアンス）とジョンソンコントロールズの合弁会社である日立ジョンソンコントロールズ空調が開発・製造を手掛けている家庭用ルームエアコン、およびそのイメージキャラクターの名称である。

## 概要
日立製作所は1952年（昭和27年）にウインドウ形ルームエアコン（EW-50）を日本で最初に発売している。その後、冷房能力が小さいものしか生産できなかったこと、宣伝不足、（今で言えば、高級車に相当する位）非常に高価であったことなどを理由に1954年（昭和29年）から一時生産を中止していたが、1958年（昭和33年）に「ウィンドウ型エアーコンディショナー」の名称で生産を再開した。翌年の1959年（昭和34年）には、現在の日立エアコンを象徴する「白くまマーク」を取り入れた。現在の名称である「白くまくん」が登場したのは1975年（昭和50年）からで、それから40年以上親しまれている。
なお、2010年7月から日立アプライアンスが扱う白物家電全般に嵐を起用していることもあり、「白くまくん」のTVCMにもメンバーが出演していた（2011年モデルは松本潤、2012年モデルは相葉雅紀と二宮和也、2013年モデルは松本と相葉、2014年モデルは2012年モデルの時と同じメンバー、2015年モデルは松本、2016年モデルは櫻井翔、2017年モデルは櫻井と相葉がそれぞれ出演）。2021年モデルからは石原さとみが、2023年モデルからは吉岡里帆が起用されている。
2013年・2014年には、柏レイソルの練習着広告として、胸にロゴがプリントされていた。
なお、現在の品番である"RAS"は東芝ライフスタイルが開発・発売、東芝キヤリアが製造するエアコンの品番と同一である。

## 歴史
記載の機種名は代表機種である。
- 1952年 - 日本初のウインドウ型ルームエアコン（EW-50）を発売。電力事情のため最高出力は200W。京都市東山区蹴上の都ホテル（現・ウェスティン都ホテル京都）に設置された。
- 1953年 - EW-50の性能をアップしたFW-50を発売。
- 1954年 - 一時生産を中止する。
- 1958年 - 生産再開。現在の構造に近いウインドウ型エアーコンディショナー（101-ML）を発売。
- 1959年 - 100-WMの発売と共に、「白くま」マークを導入。単相100Vタイプの75-WMも発売し、初の2モデルとなる。
- 1960年 - NWT-750を含む3機種を発売。この年から名称を「ルームクーラー」に変更する。
- 1961年 - 日本初のヒーター付ヒートポンプ式冷暖房ルームクーラー（RW-600Hを含む2機種）を発売。
- 1962年 - RA-752をはじめとする6機種を発売。内5機種はヒーターの取り付けを可能とした。
- 1964年 - 全機種サーモスタットを搭載した新モデル（RA-754など）を発売。
- 1965年 - 業界に先立ち、JIS表示の製品（RA-229など6機種）を発売。
- 1967年 - 現在の主流となっているセパレートタイプ（RAS-288）を発売。また、世界初のドライ機能を搭載したRA-288Dを発売。
- 1969年 - セパレートタイプに床置型モデル（RA-227F）を発売。
- 1971年 - セパレートタイプにドライ機能を搭載したRAS-226Dを発売。さらに、セパレート型の全モデルに微風ボタンを追加して低騒音化した「ドリーム回路」を採用。
- 1972年 - 室外ユニットに空気を吸いながら放熱器を冷却する「吸気冷却方式」を採用して低騒音化。また、室内ユニットでは今日の壁掛けタイプに近い横長タイプ（RAS-221DY）を発売する。
- 1973年 - 現在の快適暖房の考え方を取り入れたRAS-225Hを発売。
- 1974年 - 窓用縦型エアコン（RAV-189）を発売。本モデルは冷房・暖房のみである。
- 1975年 - スリットフィンを採用した熱交換器によって省エネを図ったRAS-2201Yを発売。この年より愛称を「白くまくん」とする。
- 1977年 - 世界初のIC制御モデル（RAS-2203SI）を発売。
- 1978年 - 日本初のマイコン制御のエアコン「コンピューター白くまくん（RAS-2201WSL）」を発売。本モデルは日立新技術シリーズ「HINT」商品の一環として発売された。
- 1980年 - 温・湿度センサーを搭載したRAS-2207WLLを発売。
- 1981年 - ムーンライト計画の成果を生かした省電力モデル（RAS-1813DI）を発売。
- 1983年 - 世界初のブラシレス直流インバータモデル（RAS-2223H）を発売。スクロール方式の圧縮機も初めて搭載する。
- 1985年 - シルキーストライプのグリルデザインを採用したRAS-2236Wを発売。
- 1986年 - 「インテリジェント・エアコン 白くまくん（RAS-2253W）」を発売。
- 1987年 - 圧縮機にトルク制御方式を採用したRAS-2258Wを発売。
- 1988年 - エアコンにしゃべる能力を持たせた「はなせるエアコン白くまくん（RAS-2268W）」を発売。
- 1990年 - マルチバランス・コンプレーサーを搭載した新「はなせるエアコン白くまくん（RAS-289AX）」を発売。
- 1991年 - 室内ユニットをホソナガフォルムとした「ビッグフロー白くまくん（RAS-28YBX）」を発売。なお、このCMにハルク・ホーガンが登場。
- 1993年 - 「うすピタ」室外機のRAS-289DXを発売。
- 1994年 - 温度と湿度を自在にコントロールできる世界初・熱リサイクル方式の「カラッと除湿」を搭載したRAS-259EXを発売。従来より吸込口下の大きなアンダーランプ(緑・橙・赤)で運転状況が分かりやすくなった。
- 1995年9月 - 大きく吸って・大きくはき出す独自の「新呼吸流パネル」を搭載した1996年モデル、RAS-259GX/289GXを発売。翌年5月に単相200Vモデル（RAS-289GX2/369GX2/409GX2）並びに三相200Vモデル（RAS-289GX1/409GX1）を追加発売。このモデルからアンダーランプのデザインがドット状からライン状になった。
- 1996年8月 - 「カラッと除湿の白くまくん 新呼吸流」にRAS-259HX/289HXを追加発売。
- 1996年10月 - 運転状況に応じて、電圧の高さそのものを変化させることで、ハイパワーと省エネを両立させた世界初のPAM[1]（パム）制御を搭載した1997年モデル「新呼吸流PAMシリーズ カラッと除湿の白くまくん 暖ちがい（RAS-2510HX/2810HX/3610HX）」を発売。
- 1997年9月 - 暖房能力・省エネ・除湿力により磨きをかけた1998年モデル「PAMエアコン 白くまくん（RAS-2510JX/2810JX）」を発売。
- 1998年9月 - 1999年モデル「快記録・PAMエアコン 白くまくん（RAS-2510KX/2810KX）」を発売。なお、このモデルから新呼吸流パネルを無くし、吸込口下のアンダーランプが3つから5つに追加した。
- 1999年9月 - 本体とリモコンの双方向通信により、リモコンに現在の温度・湿度を表示する「快適おしえて機能」を搭載した2000年モデル「見る見る爽快 PAMエアコン白くまくん（RAS-2210LX/2510LX/2810LX/3610LX/4010LX2）」を発売。
- 2000年1月 - 新形状の室内ユニットを搭載し、暑い夜にもう一度1時間だけ再運転する「ワンモアタイマー」を搭載した小部屋向けモデル「うすピタ・PAMエアコン白くまくん（RAU-22LX）」を発売。
- 2000年10月 - 前面パネルが左右に開く「クリーン全開パネル」と「ターボPAM」を搭載した2001年モデル「全開PAMエアコン白くまくん（RAS-2210MX/2510MX/2810MX/3610MX/4010MX2/5010MX2）」を発売。同年11月には室内ユニットをワイドボディとした「全開S-PAMエアコン白くまくん（RAS-2820MX/4020MX2/5020MX2/6020MX2）」を発売。
- 2001年11月 - 「クリーン全開パネル」を発展し、吹き出し口まで開く「一気に全開パネル」を搭載した2002年モデル「一気に全開PAMエアコン白くまくん（RAS-2210NX/2510NX/2810NX/3610NX/4010NX2/5010NX2）」を発売。
- 2002年4月 - 生活家電部門を新会社の日立ホーム&ライフソリューションへ譲渡。
- 2002年10月 - 「スムーズエアシステム」で風を顔に当てることなく温める2003年モデル「風革命フォルムPAMエアコン白くまくん（RAS-2210RX/2510RX/2810RX/3610RX/4010RX2/5010RX2）」を発売。
- 2004年1月 - 世界初の「給・排・気流制御システム」で空気をきれいにして排出すると共に、室内ユニットに搭載された第二の吹き出し口「フレッシュエアウィンドウ」を搭載した2004年モデル「フレッシュ給排白くまくん Eシリーズ（RAS-E**S/E**S2）」を発売。この年より、「白くまくん」は7代目となる。
- 2004年12月 - 「フレッシュ給排 白くまくん」の2005年モデルを発売。この代では主力のEシリーズ（RAS-E**T/E**T2）に加え、「ダブルアクセルシステム」を搭載した高機能タイプのSシリーズ（RAS-S**T/S**T2）と、ベーシックタイプのHシリーズ（RAS-H**T/H**T2）を加え、3シリーズとなった。また、2005年モデルより、運転時にパネルが開く構造になる。
- 2005年12月 - IQ-PAMエンジンで省エネ性能を上げ、「花粉押し出し給気」と「ナノ&プラズマ空清」を組み合わせ、花粉対策性能を高めた2006年モデル「白くまくん 花粉押し出しの勝ち（RAS-E**V/E**V2）」を発売。
- 2006年4月 - 日立空調システムとの統合により、日立アプライアンスに社名変更。
- 2006年12月 - ルーバー・フィルター・通風路にステンレス素材を採用して内部を清潔にすると共に、「フィルター自動清掃機能」も搭載した2007年モデル「ステンレス・クリーン 白くまくん」Sシリーズ（RAS-S**W/S**W2）を発売。2007年2月には最上位モデルとしてイオン化されたミストによる脱臭機能を加えた「ミスト脱臭 ステンレス・クリーン 白くまくん」Xシリーズ（RAS-X**W/X**W2）を追加発売。
- 2007年12月 - 2007年モデルのXシリーズのミスト脱臭機能を搭載し、室内ユニットは11年前のモデルとほぼ同じサイズに収めた、2008年モデル「ミストで清潔 ステンレス・クリーン 白くまくん」Sシリーズ（RAS-S**X/S**X2）を発売。この機種は平成19年度省エネ大賞とグッドデザイン賞をダブル受賞した。 また、2008年3月にはイオンミストで潤いを与える最上位機種「ミストでうるおい ステンレス・クリーン 白くまくん」Xシリーズ（RAS-X**X/X**X2）を発売。
- 2008年11月 - イオンミストの増量・ステンレス素材の使用範囲拡大・幅798mmのコンパクト室内機を採用した2009年モデル「ミストでうるおい ステンレス・クリーン 白くまくん」Sシリーズ（RAS-S**Y/S**Y2）を発売。この機種は前モデルに引き続き、2年連続でグッドデザイン賞を受賞した。翌月には、Sシリーズを上回る省エネ性能を実現した2009年モデルのXシリーズ（RAS-X**Y/X**Y2）を順次発売。特に、RAS-X40Y2はトップクラスの省エネ性能を実現した。
- 2009年2月 - エアコン内部にステンレス素材を採用、新しいインバーター制御技術の採用とS/Xシリーズで採用されている「エコみるみるセンサー」も搭載し、省エネルギー法2010年度目標基準を達成（RAS-E50Y2を除く）したセミハイグレードモデル「みるみるセンサー ステンレスクリーン・白くまくん」Eシリーズ（RAS-E**Y/E**Y2）を発売。同時にスタンダードモデルのMシリーズにもステンレス素材を採用した新モデル（RAS-M**Y/M**Y2）を発売し、Lシリーズを除く全てのシリーズが内部ステンレス仕様に。
- 2009年11月 - 人の動きに合わせて省エネ運転を行う「エコ運転」・「エコ・エリア運転」を搭載した2010年モデル「イオンミスト ステンレス・クリーン 白くまくん Sシリーズ（RAS-S**Z/S**Z2）」を発売。
- 2010年2月 - 先に発売したSシリーズと同じく「リチウム&ソーラー・リモコン」を採用すると共に、冷房・除湿運転時に発生した露を受取る露受け皿に除菌処理を施し、より清潔になった2010年モデル「イオンミスト ステンレス・クリーン 白くまくん」Xシリーズ（RAS-X**Z/X**Z2）を発売。さらに、スタンダードグレードのEシリーズにはイオンミストとチタン熱交換器を新たに搭載、ベーシックモデルのMシリーズは5.0kwモデルも省エネルギー法 2010年度目標基準値を達成しそれぞれモデルチェンジ。さらに、省エネ基準をクリアしたコンパクトモデルAシリーズを追加した。
- 2010年12月 - 「イオンミスト ステンレス・クリーン 白くまくん」Sシリーズの2011年度モデル（RAS-S**A/S**A2）を発売。
- 2011年3月 - 先行発売したSシリーズと同様に「見る・聞く・感じるセンサー」を搭載し、よりきめ細やかな運転を行うことで省エネに貢献する2011年モデル「イオンミスト ステンレス・クリーン 白くまくん」Xシリーズ（RAS-X**A/X**A2）を発売。さらに、スタンダードグレードのEシリーズ、ベーシックモデルのMシリーズもそれぞれモデルチェンジされ、コンパクトモデルはステンレス通風路・ステンレスルーバーを採用し、シリーズ名をASシリーズに変更した。
- 2011年12月 - 上部通風路の追加とステンレスフラップのワイド化によりステンレス採用面積を2011年モデルの約1.4倍（通風路とフラップにおいて）に拡大するとともに、最大電力を抑える「電力カット」機能の搭載とジェット・スクロール圧縮機により暖房能力を向上させた2012年モデル「ステンレス・クリーン 白くまくん」Sシリーズ（RAS-S**B/S**B2）を発売。
- 2012年10月 - 人や部屋の状況を素早く把握する「くらしカメラ」と素早く温風が吹き出す「すぐ暖房」を搭載した2013年モデル「ステンレス・クリーン 白くまくん」Sシリーズ（RAS-S**C/S**C2）を発売。
- 2013年10月 - 既存の「くらしカメラ」に人の周辺温度を見張る「温度カメラ」を加えて進化した「くらしカメラ ツイン」を搭載し、「ステンレス・クリーンシステム」に「ダブルステンレスフラップ」を追加した2014年モデル「ステンレス・クリーン 白くまくん」Zシリーズ（RAS-Z**D/Z**D2）を発売。併せて、Sシリーズも2014年モデル（RAS-S**D/S**D2）にモデルチェンジする。
- 2014年10月 - 既存の「くらしカメラ ツイン」に近赤外線LEDを新たに搭載した「くらしカメラ3D」に進化したことで国内の家庭用ルームエアコンで初めて気流の通り道を検知でき、「3分割フロントフラップ」を新たに採用した2015年モデル「ステンレス・クリーン 白くまくん」Xシリーズ（RAS-X**E/X**E2）を発売。併せて、Zシリーズも2015年モデル（RAS-Z**E/Z**E2）にモデルチェンジする。
- 2015年10月
  - 「白くまくん」の製造を日立アプライアンスとアメリカのジョンソンコントロールズによる合弁会社として設立した日立ジョンソンコントロールズ空調へ移管（販売はこれまで通り日立アプライアンスが担当）。
  - 既存の「くらしカメラ3D」に「お部屋カメラ」を追加したことで、日本国内の家庭用ルームエアコンで初めて人の居る場所の床の種類まで判別できる「くらしカメラ4」に進化し、手前側だけでなく奥側のフラップも3分割にした「ステンレスフラップ6」を採用した2016年モデル「ステンレス・クリーン 白くまくん」Xシリーズ（RAS-X**F/X**F2）を発売。
- 2016年
  - 3月 - 室内機の本体高を24cmに抑えたスリムタイプの新シリーズ「ステンレス・クリーン 白くまくん」Wシリーズ（RAS-W**F/W**F2）を発売。
  - 10月 - 既存の「くらしカメラ4」に日本国内の家庭用ルームエアコンで初めて、在室時間による体感温度の変化を予測する機能を加え、湿度カメラ（RAS-X90G2を除く）も備えた「くらしカメラAI（エーアイ）」に進化した2017年モデル「ステンレス・クリーン 白くまくん」Xシリーズ（RAS-X**G/X**G2）を発売。
- 2017年10月 - 日本国内の家庭用ルームエアコンで初めて、室内機の熱交換器を凍結させて洗浄する技術を採用した熱交換器自動おそうじ「凍結洗浄」機能を搭載し、水受け皿にもステンレスを採用した2018年モデル「ステンレス・クリーン 白くまくん」Xシリーズ（RAS-X**H/X**H2）を発売。
- 2018年
  - 3月 - 「ステンレス・クリーン 白くまくん」のWシリーズを2018年モデル（RAS-W**H/W**H2）にモデルチェンジ。「くらしカメラ」を用いた自動洗浄機能を備えた「凍結洗浄Standard」が搭載された。また、運転時間に応じた定期的な自動洗浄と手動洗浄に特化した「凍結洗浄Light」を搭載した新シリーズ「ステンレス・クリーン白くまくん」Gシリーズ（RAS-G**H/G**H2）を発売。
  - 4月 - 「ステンレス・クリーン 白くまくん」のEシリーズを2018年モデル（RAS-E**H/E**H2）にモデルチェンジ。Wシリーズ同様に「凍結洗浄Standard」が搭載された。
  - 5月 - 「ステンレス・クリーン 白くまくん」のWLシリーズを2018年モデル（RAS-WL63H2/WL71H2）にモデルチェンジ。Wシリーズ・Eシリーズ同様に「凍結洗浄Standard」が搭載された。
  - 10月 - 熱交換器の内側に可動ブラシを追加したことでファンも自動おそうじが可能となった「凍結洗浄 ファンロボ」を搭載された2019年モデル「白くまくん」Xシリーズ（RAS-X**J/X**J2）を発売。なお、2019年モデルから「ステンレス・クリーン」を採用したシリーズも「白くまくん」に愛称が統一された。
- 2019年
  - 4月 - 販売元の日立アプライアンスが日立コンシューマ・マーケティングとの統合により、日立グローバルライフソリューションズに社名変更。
  - 9月 - 前述のPAM制御搭載エアコンの初代モデル（RAS-501HX2）が国立科学博物館の重要科学技術史資料（未来技術遺産）に登録される[2]。
  - 10月 - 最上位のXシリーズを2020年モデル（RAS-X**K/X**K2）にモデルチェンジ[3]。日本国内の家庭用エアコンで初となる室外機熱交換器自動お掃除と「カビバスター」が新たに搭載された。
- 2020年
  - 4月 - Wシリーズを2020年モデル（RAS-W**K/W**K2）にモデルチェンジ[4]。Xシリーズに搭載されているファン自動おそうじ機能「ファンロボ」と室外機熱交換器自動お掃除が搭載された。
  - 10月 - 最上位のXシリーズを2021年モデル（RAS-X**L/X**L2）にモデルチェンジ[5]。設定を行うことで自動でシーズン前（カレンダーや時刻タイマーなどにより5月頃）にクリーン運転を行い、正常に運転するかを自己診断する「プレシーズンお手入れ機能」が搭載され、「凍結洗浄」の範囲を排水トレーにも拡大。なお、本シリーズから「白くまくん」ロゴが、白くまの“く”に白クマの横顔をあしらったシンプルなロゴに変更された。
- 2021年10月 - 最上位のXシリーズを2022年モデル（RAS-X**M/X**M2）にモデルチェンジ[6]。「凍結洗浄」を行う前に油汚れを融解して剥がれやすくするために56度で高温加熱する工程を追加した「凍結洗浄ヒートプラス」へ強化され、フィルター・通風路・フラップに銅合金を採用。既存の「くらしカメラAI」で人数や活動量の検知から二酸化炭素濃度を推定して換気のタイミングを音声で知らせる「換気みまもりAI」も搭載された。
- 2022年10月 - 最上位のXシリーズを2024年モデル（RAS-X**R/X**R2）にモデルチェンジ[7]。空気清浄機能が集塵スピードを強化した「パワフルPremiumプラズマ空清」の名称で改良され、熱交換器の一部を凍らせた大量の霜が脱臭フィルターの役割となってニオイや有害物質を吸着させ、溶かして自動で排出させる日本国内の家庭用エアコンで初の「凍結脱臭クリーナー」が搭載された。また、既存の「ファンお掃除ロボ」には、油分を含んだ汚れを除去しやすくするため、加熱工程が追加された。
- 2024年7月 - 日立グローバルライフソリューションズとジョンソンコントロールズが保有している日立ジョンソンコントロールズ空調の全株式をボッシュに売却し、家庭用エアコンの生産事業から撤退することが発表された[8]。なお、販売元の日立グローバルライフソリューションズとボッシュによる新会社との間でブランドライセンス契約が締結されたことで、ボッシュによる新会社への移行後も日立ブランドの下で「白くまくん」のブランドが継続される[8][9]。

## 製品ラインナップ
2024年7月時点でのラインナップは以下の通り。
- ルームエアコン
  - AJシリーズ（住宅設備用）

シンプルモデル。現行モデルで唯一「凍結洗浄」は搭載されておらず、セットしておくことで、冷房・除湿運転後に弱暖房と送風を行い、熱交換機と通風路を乾燥させる「エアコン内部クリーン」や「ソフト除湿」が搭載される。単相100V電源・12畳用までの機種（AJ22R/AJ25R/AJ28R/AJ36R）は室外機の本体幅が658mmの小幅サイズとなっている。
  - Dシリーズ（一般用）

ベーシックモデル。「凍結洗浄[Light]」が搭載され、設定をすることで室外機も熱交換器が自動洗浄される。通風路・フラップ・フィルターはステンレスとなり、設定をすることでエアコン内部を見張って加熱・低温制御を行う「カビバスター」も搭載される。
  - MJシリーズ（住宅設備用）

室外機の奥行を250mm（25cm）とした薄型モデル。「凍結洗浄[Light]」は室内機のみとなるが、フィルター自動お掃除機能が追加される。また、除湿機能は自動・パワフル自動・手動の3モードとなる。2024年モデルでDシリーズと同じくシーズン前自動点検と「カビバスター」が搭載された。
  - Gシリーズ（一般用）

薄型モデル。「凍結洗浄[Light]」はMJシリーズと異なり、設定をすることで室外機も自動洗浄される。2024年モデルでシーズン前自動点検が搭載された。
  - V/VLシリーズ（住宅設備用）

スタンダードモデル。18畳用まではVシリーズとなるが、20畳用と23畳用はVLシリーズ（RAS-VL63L2/VL71L2）となり、室内機の形状が異なる。Vシリーズは本体高さ24.8cmのスリム室内機を採用し、10畳用以下の機種（RAS-V22L/V25L/V28L）は白系のスターホワイトに加え、シャインベージュを加えた2色展開となる。
「凍結洗浄」は2024年モデルで室内機の高温加熱を追加した「凍結洗浄 除菌ヒートプラス」へ強化。また、定期的にファンを加熱して逆回転させて熱交換器の裏側にあるファンブラシでホコリを落とす「ファンお掃除ロボ」も搭載される。除湿機能が室外機の排熱の一部を利用した再熱方式の「カラッと除湿」となる。
2024年モデルでは、Dシリーズ・MJシリーズ・Gシリーズ同様にシーズン前自動点検が搭載された。
- Wシリーズ（一般用）
室内機の本体高さが24.8cmのスリムモデル。切/入タイマー機能が時刻式の「切←→入プログラムタイマー」になる以外、主要機能はVシリーズに準じる。2024年モデルでは、Dシリーズ・MJシリーズ・Gシリーズ・V/VLシリーズ同様にシーズン前自動点検が搭載された。
  - ZJシリーズ（住宅設備用）

PAM制御（カスケードベクトル方式）採用ハイグレードモデル。「凍結洗浄」はV/VLシリーズ同様、2024年モデルで「凍結洗浄 ヒートプラス」へ強化される。フィルターは抗菌・防カビ・抗ウイルス仕様となり、ファンは「ビッグ&ウェーブファン」となる。
  - Xシリーズ（一般用）/XJシリーズ（住宅設備用）

PAM制御（カスケードベクトル方式）採用プレミアムモデル。排水トレーを銅素材に変え、「凍結洗浄」により自動お掃除も可能。また、手前側のステンレスフラップが3分割となり、細かな気流コントロールを可能にすることで、「風よけエリアセレクト」のエリアパターンが9通りに増え[10]
なお、XシリーズとXJシリーズでは販売ルートとシリーズ名が異なる程度で、主要機能は同一となる。
- 寒冷地向けエアコン - 室外機に凍結防止ヒーターを搭載し、熱交換器フィンに親水性コーティングを施すことで厳寒時でも運転が可能なモデル。これまでは「暖房エアコン 寒さ知らず 白くまくん」や「暖房エアコン 白くまくん」の愛称で発売されていたが、2016年モデルで全シリーズがフルモデルチェンジとなり、愛称を「メガ暖 白くまくん」に改名・統一された。なお、冷房機能や除湿機能も備えており、オールシーズン使用可能である。
  - メガ暖 白くまくん EKシリーズ

壁掛式ハイスペックモデル。「凍結洗浄Standard（設定をすることで室外機の洗浄も可能）」・「ファンロボ」・「ステンレス・クリーン システム」・「くらしカメラ AI」が搭載される。
  - メガ暖 白くまくん XKシリーズ

PAM制御（カスケードベクトル方式）採用壁掛式プレミアムモデル。「凍結洗浄」は室内機の洗浄・乾燥後にイオンを充満する機能も備えた「凍結洗浄Premium」となったほか、室内機のファンを逆回転させ、室内機の暖気を利用して室外熱交換器の温度を上げ、室外機のファンも逆回転することで熱交換器に風をあててアシストし、霜取り運転時間を短縮することで、室温低下の時間を短くする「リバースファンデフロスト暖房」が採用され、「カビバスター」も搭載される。
  - メガ暖 白くまくん FDシリーズ

PAM制御（カスケードベクトル方式）採用床置タイプ。室外機の熱交換器を2つに分け、霜取り運転時が必要な時でももう一方の熱交換器で暖房運転を続けることで23時間のノンストップ暖房が可能な独自の「デュアルバイパス暖房方式」を採用（暖房運転が24時間続くと、安全性上、一旦暖房運転を停止して霜取り運転が行われるほか、室外機の霜付き量が多い場合は24時間未満であっても暖房運転を止めて霜取り運転が行われることがある）。また、吹き出し口を下に配置し、足元の高さから温風が吹き出す「床面直吹き出し」を採用し、吹き出しの温度をさらに高める「ホットモード」も搭載されている。冷房運転時は下から上に向けて吹出される。なお、床置の他に、FF（強制給排気式）暖房器の配管穴を利用して壁掛（高さ120～300mm以内）による据付が可能である。

## 白くまくんについて
初代白くまくんは1975年に実写版で登場。1980年の2代目からはイラストのキャラクターとなり、原田治が担当した。3代目は熊田イサオ（1983年）、4代目ひこねのりお（1987年）、5代目ユタ・ヨシダ（1994年）、6代目ラッセル・テイト（2002年）、7代目大木理人（2004年）を経て、2020年に現在の8代目となった。8代目を手がけたのはアートディレクターのカシワダユイで、歴代初となる女性作家による白くまくんとなった。
理由は不明だが4代目にはプレゼンで没となったバージョンのグッズも製作されている。